# Trakehnare
Trakehnaren är en hästras som utvecklats i Tyskland. Trakehnaren räknas som en av världens bästa sporthästar och allroundhästar och rasen har tagit tillvara alla de bästa egenskaper hos de fullblod som användes för att avla fram hästrasen. Rasen innehar många av världsrekorden inom ridsporten och används mest av det tyska Olympiska hopplandslaget. 1936 vann laget alla medaljer i OS i Berlin. 

## Historia
Rasens anor går tillbaka ända till 1200-talet och i det som då kallades Ostpreussen. Detta område koloniserades då av tyskarna som startade ett stuteri i området för att avla på inhemska hästar som kallades Schweiken. Dessa var baserade på varmblodiga vildhästar som korsats med orientaliska hästar ända sedan 1500-talet. 
1732 grundade Fredrik Vilhelm I av Preussen det kungliga stuteriet i Trakehnen i Ostpreussen. Först och främst inriktade sig stuteriet på ståtliga körhästar som var både uthålliga och snabba. Redan under mitten av 1700-talet satte de ostpreussiska vagnshästarna färdrekord på sträckan mellan Berlin och Königsberg. De slog rekordet med hela 24 timmar, mycket tack vare att de var lättare i typen än den tidens vagnshästar. 
1786 föll Trakehnerstuteriet i statens ägo och 1787 övergick man till att föda upp kavallerihästar och remonter istället för vagnshästar och redan på denna tid hade man tuffa uthållighetsprov för hästarna och man förde detaljerade dokument över aveln och stammarna. Denna modell av hästavel blev den modell som senare användes inom de flesta uppfödningar av olika varmblodshästar. Under 1700-talet och ända fram till början av 1900-talet hade stuteriet i uppgift att leverera hingstar till uppfödarna på landet. Men i början av 1800-talet led häststammen av stora förluster, både under Napoleon I:s storhetstid, samt under ryssarna. 179 000 hästar gick förlorade under evakueringar som genomfördes av tyskarna. 
Under storhetstiden på 1800-talet ägde stuteriet över 13 700 hektar mark där hjordarna hölls sorterade efter färg. Under denna tid införde man också Engelskt fullblod och Arabiskt fullblod av högsta klass för att ytterligare förädla rasen men det engelska fullblodet fick bli den största influensen i rasen. 1913 var över 84 % av Trakehnerston avkommor från engelska fullblod. Hingsten Perfectionist XX var en av fullblodshingstarna som hade störst inflytande på Trakehnaren, och såldes till Tyskland av prinsen av Wales som ägde Perfectionists far Persimmon som vunnit flera stora kapplöpningsderbyn. 
Under Första världskriget användes Trakehnaren mycket som stridshäst och räknades som en av världens bästa arméhästar. Målet för uppfödningen hade också ändrats då både armén och lantuppfödarna krävde hästar med större massa och tyngd. De förra hästarna som hade haft längre ben fick ge vika för de mer rektangulära hästarna med längre rygg och kortare starka ben. Rasens ädelhet och egenskaper behölls dock. 
1926 började en årlig tradition då alla 3-åriga hingstar, både från stuteriet och från lantuppfödningen, skickades på ett år långa utbildningar med avslutande tävlingar där alla godkända hingstar fick användas i avel. Anstalten för utbildningen låg i Zwion vid Insterburg och hade stallplats för ca 100 hingstar varje år. 
Under Andra världskriget fanns det över 25 000 registrerade Trakehnare i stamboken. 1 200 av dessa förflyttade man flera hundra mil genom Europa för att de inte skulle hamna i ryssarnas händer. Klockan 5 på morgonen den 17 oktober 1944 fick huvudstuteriet order om att evakuera hästarna av lantrådsämbetet. De fyra kringliggande gårdarna som tillhörde stuteriet fick dock strikta order om att flytta hästarna till huvudstuteriet och stanna där för att ryssarna inte skulle fatta misstanke. Dessa hästar var av den ursprungliga typen av Trakehnare och användes väldigt sällan i aveln. Det var dessa hästar som till slut föll i ryska och polska händer. 
Efter andra världskrigets slut fanns 54 hingstar och 60 ston kvar på Trakehnenstuteriet och med hjälp av de hästar man förflyttade lyckades man enkelt föda upp beståndet igen på kort tid. De flesta av dem var efter Perfectionist och det är denna linje som blev dagens Trakehnare.

## Egenskaper

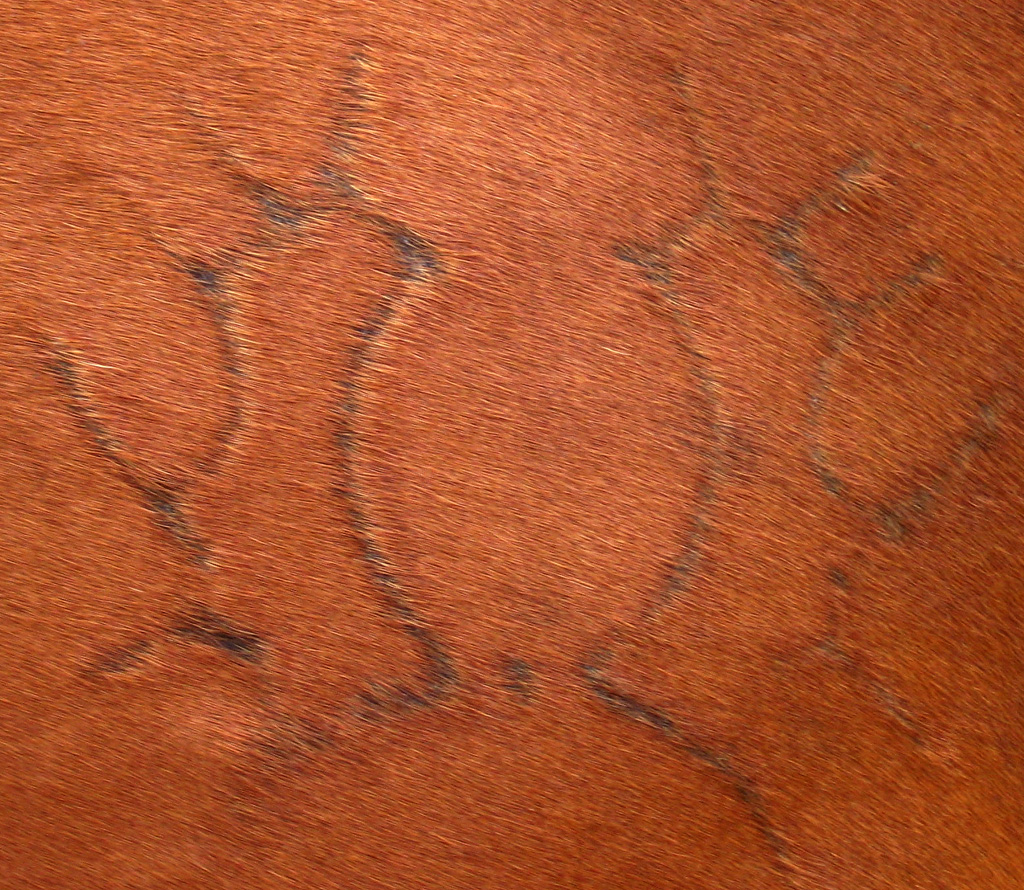
Trakehnare brännmärks ibland med sitt sigill, ett stiliserat älghorn

Trakehnaren har en utmärkt kroppsbyggnad och den är en modig häst både inom banhoppning och även i terräng i bland annat fälttävlan. Rasen har starka ben och en kropp som den fått från det engelska fullblodet vilket visar vilken atletisk och snabb häst Trakehnaren är. Även i huvudet syns influensen från fullbloden med finskurna drag och en rak nosprofil.
Hovarna är hårda och vinkeln mellan benet ner till hoven räknas som den mest perfekta i hela världen vilket gör att rasen sällan blir halt eller får problem med ben eller leder. Rasen är väldigt sund vilket är ett arv från den primitiva Schweikenponnyn som är Trakehnarens förfader. 
Trakehnaren brännmärks också ofta på vänster lår med sitt märke, det stiliserade älghornet. 